# Mats Lanner
Mats Lanner, född 5 mars 1961 i Göteborg, är en svensk golfspelare.
Lanner hade inga meriter som amatör innan han blev professionell 1981. Hans bästa år som proffs var 1987 då han vann matchspelstävlingen Epson GP och var bara en placering från en plats i det europeiska Ryder Cup-laget. Lanner spelade 1991 i Dunhill Cup och han avgjorde finalen mot Gary Player.
Lanner är numera anställd av Europatouren som domare.

## Meriter

### Segrar påPGA European Tour
- 1987 Epson GP
- 1994 Madeira Island Open
- 1998 Madeira Island Open

### Segrar påChallenge Tour
- 1989 Teleannons GP, Gevalia Open
- 1991 Gefle Open
- 1998 Telia Grand Prix

### Segrar påTelia-touren
- 1986 SI Trygg-Hansa Open, Gevalia Open
- 1987 Gevalia Open

### Övriga segrar
- 1983 Svenska PGA-mästerskapet
- 1984 Match-SM, Svenska Order of Merit
- 1985 Slagspels-SM
- 1986 Slagspels-SM

### Utmärkelser
- 1985 Elitmärket
- 1992 Guldklubban